# 포세이돈 리눅스
포세이돈 리눅스(Poeseidon Linux)는 우분투를 기반으로 하는 리눅스 배포판으로서 브라질의 리오그랑드 연방대학과 독일의 MARUM 연구소의 젊은 과학자들로 구성된 포세이돈 리눅스 팀에서 개발하였다.
포세이돈 리눅스는 다수의 해양학자들의 개발참여로 인하여 그리스 신화의 바다의 신 포세이돈에서 유래하였다.
포세이돈 리눅스에는 학생과 교수, 기술자 및 과학자들을 위하여 포트란 프로그래밍 언어, 수식 작성 및 2D/3D/4D 모델링을 위한 Kile, LyX와 통계, CAD, 유전학, 생명정보공학, GIS와 맵핑을 지원하는 프로그램과 같은 많은 자유 소프트웨어 프로그램을 포함하고 있다.
현재 최신 안정화 버전은 4.0이며, 우분투 10.04 LTS를 기반으로 32비트와 64비트를 지원하고 있다.